# Arbeitsgericht Arnsberg

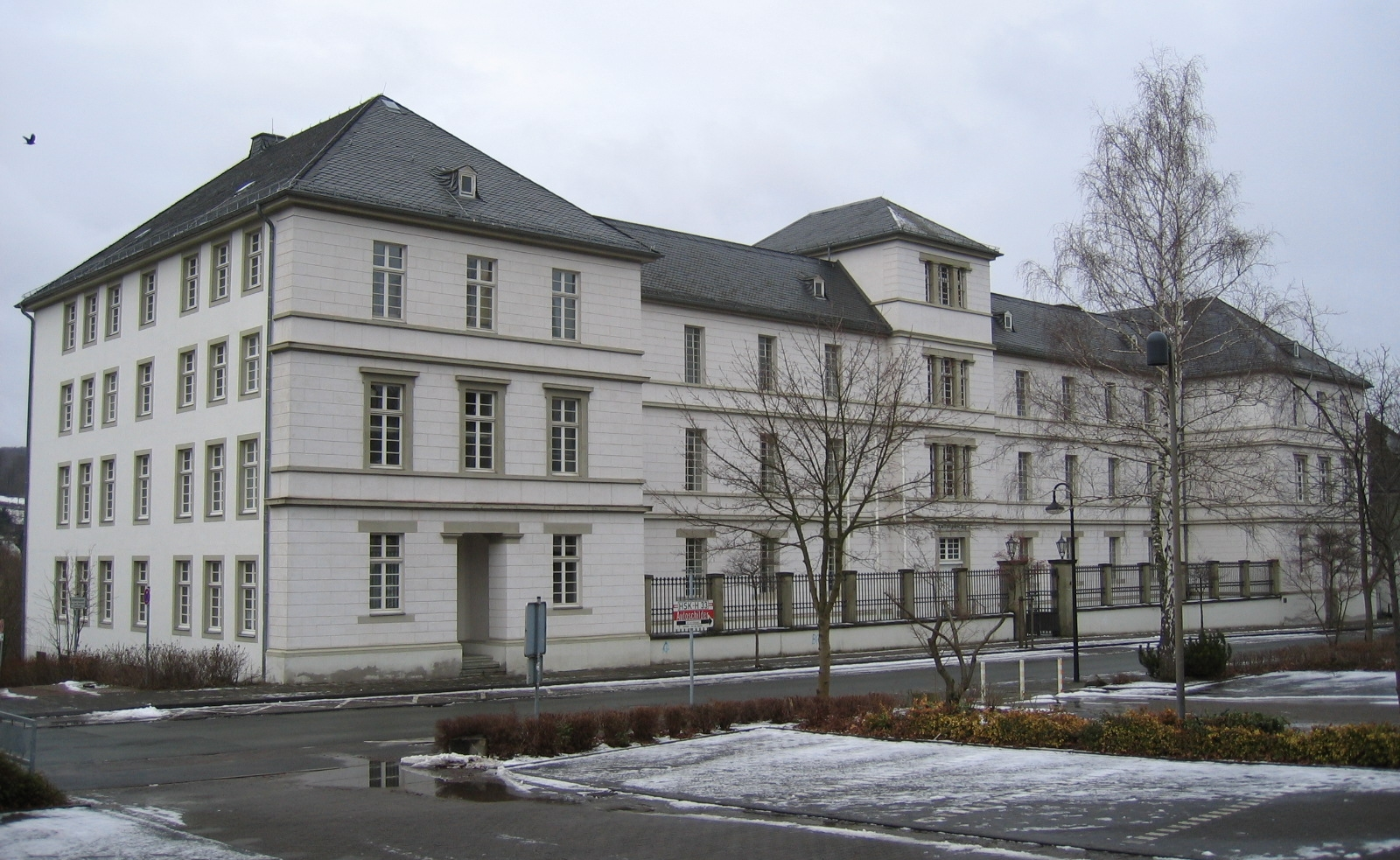
Gerichtsgebäude Eichholzstraße 4

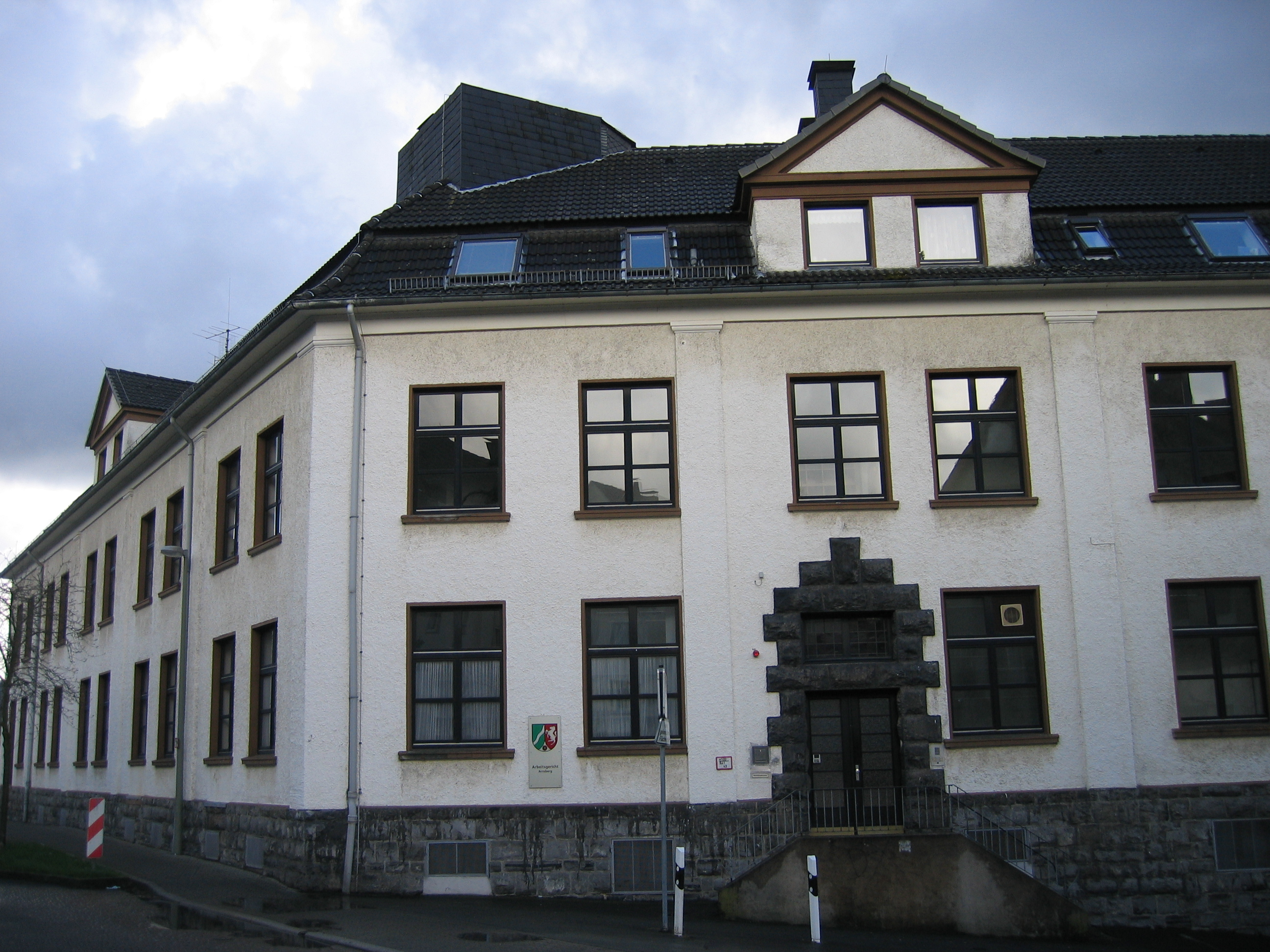
Altes Gerichtsgebäude Behördenhaus Johanna-Baltz-Straße 28

Das Arbeitsgericht Arnsberg, ein Gericht der Arbeitsgerichtsbarkeit, ist eines der dreißig nordrhein-westfälischen Arbeitsgerichte. Bei ihm sind zwei Kammern gebildet.

## Gerichtssitz und -bezirk
Das Gericht hat seinen Sitz in der Stadt Arnsberg im Sauerland. Der rund 1.960 km² große Gerichtsbezirk erstreckt sich auf den Hochsauerlandkreis mit knapp 259.000 Einwohnern.
In Brilon werden Gerichtstage abgehalten.

## Geschichte
Gemäß Arbeitsgerichtsgesetz vom 23. Dezember 1926 wurden in Deutschland Arbeitsgerichte gebildet. Diese waren nur in der ersten Instanz organisatorisch selbstständige Gerichte, die Landesarbeitsgerichte waren den Landgerichten zugeordnet. Am Landgericht Hagen entstand so 1927 das Landesarbeitsgericht Hagen als eines von fünf Landesarbeitsgerichten im Bezirk des Oberlandesgerichtes Hamm. In Arnsberg entstand das Arbeitsgericht Arnsberg. Sein Sprengel umfasste die Bezirke der Amtsgerichte Arnsberg, Balve, Bigge, Brilon, Fredeburg, Marsberg, Medebach, Meschede, Neheim und Warstein sowie de Gemeinde Wickede. Es bestand jeweils eine Kammer für Arbeiter, für Angestellte und für Handwerk.
Nach der Besetzung Deutschlands durch die Alliierten wurden 1945 zunächst alle Gerichte geschlossen. Die ordentlichen Gerichte wurden schon bald wieder eröffnet, während die Arbeitsgerichte zunächst nicht wieder eingerichtet wurden, so dass arbeitsgerichtliche Streitigkeiten von den ordentlichen Gerichten erledigt werden mussten. Gemäß Kontrollratsgesetz 21 vom 30. März 1946 sollten in Deutschland Arbeitsgerichte aufgebaut werden. Das Arbeitsgericht Arnsberg entstand so neu.

## Gebäude
Das zuvor in der Johanna-Baltz-Straße 28 untergebrachte Arbeitsgericht residiert seit Mitte 2012 im Nordflügel des Amtsgerichtsgebäudes in der Eichholzstraße 4.

## Übergeordnete Gerichte
Dem Arbeitsgericht Arnsberg ist das Landesarbeitsgericht Hamm und im weiteren Rechtszug das Bundesarbeitsgericht übergeordnet.